# Highland Park (Illinois)
Highland Park é uma cidade localizada no estado americano de Illinois, no Condado de Lake.

## Demografia
Segundo o censo americano de 2000, a sua população era de 31 365 habitantes. Em 2006, foi estimada uma população de 31 614, um aumento de 249 (0,8%).

## Geografia
De acordo com o United States Census Bureau tem uma área de 32,0 km², dos quais 32,0 km² cobertos por terra e 0,0 km² cobertos por água. Highland Park localiza-se a aproximadamente 205 m acima do nível do mar.

## Localidades na vizinhança
O diagrama seguinte representa as localidades num raio de 8 km ao redor de Highland Park.